# Pauline Füg

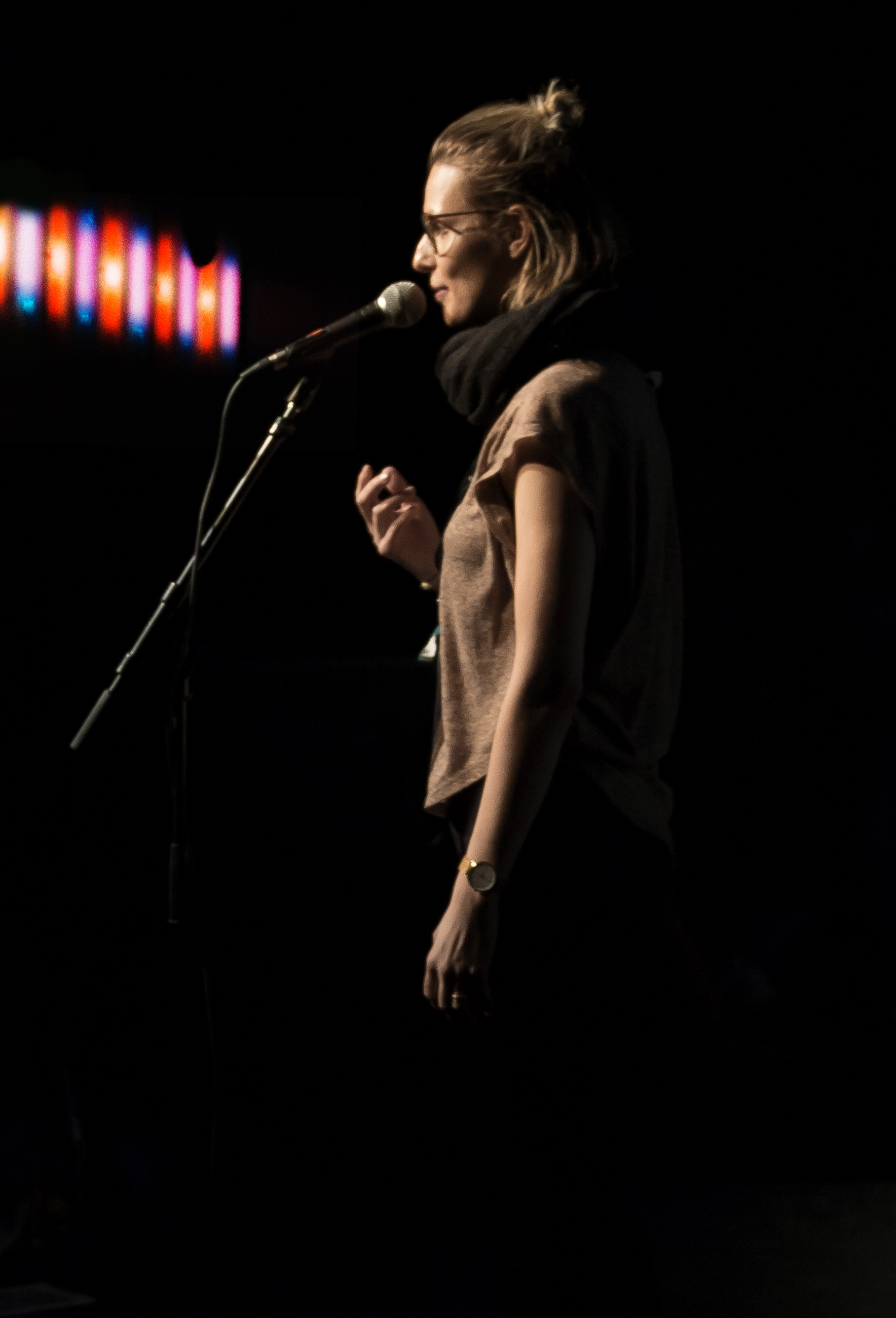
Pauline Füg bei den Bayerischen Meisterschaften im Poetry Slam 2016

Pauline Füg (* 1983 in Leipzig) ist eine deutsche Autorin, Bühnenpoetin und Diplom-Psychologin. 2011 erhielt sie den Kulturpreis Bayern, 2015 den Kulturförderpreis der Stadt Würzburg. Sie lebt in Fürth.

## Leben und Wirken
Pauline Füg wuchs im Raum Nürnberg auf, nachdem ihre Familie zwei Jahre vor der Wende nach Westdeutschland ausgereist war. Nach ihrem Studium der Psychologie an der Universität Eichstätt zwischen 2003 und 2009 lebt sie mittlerweile in Fürth. Seit 2003 tritt sie auf Poetry Slams auf, ihr Stil gilt als prägend für die deutschsprachige Spoken-Word- und Poetry-Slam-Szene. Zweimal erreichte sie das Finale der deutschsprachigen Slam-Meisterschaften (2006/2007). Sie ist Veranstalterin und Moderatorin verschiedener Literatur- und Poetry-Slam-Programme, zum Beispiel der Würzburger Lesebühne großraumdichten&kleinstadtgeschichten und dem U20 Poetry Slam Würzburg. 2015 veranstaltete sie die Bayerische Meisterschaft im Poetry Slam in Ingolstadt mit, 2018 oblag ihr die künstlerische Leitung des Bayernslam im Rahmen der Landesgartenschau in Würzburg. Zudem veröffentlicht sie in Anthologien und Literaturmagazinen, tritt regelmäßig bei Lesebühnen, auf Poetry Slams, in gemischten Shows, mit Sololesungen und ihrem Projekt großraumdichten auf. 2021 schloss sie das dreijährige berufsbegleitende Studium „Literarisches Schreiben und Kulturjournalismus“ an der Faber-Castell-Akademie mit einem Master of Advanced Studies ab.

## Projekte
Seit 2005 arbeitet sie eng mit Tobias Heyel zusammen, gemeinsam haben sie das Elektropoesieprojekt großraumdichten gegründet. Großraumdichten verbindet Spoken-Word-Poesie, elektronische Rhythmen und visuelle Darstellung. Zudem geben sie zusammen Workshops zum Thema „Kreatives Schreiben und Bühnenpoesie“ sowie Lehrerfortbildungen zum Thema „Implementierung von Poetry Slam in den Unterricht“. Mit Henrikje Stanze hat sie das Projekt demenzPoesie ins Leben gerufen, eine Therapieform zur Gedächtnisrehabilitation von Menschen mit Demenz. 2010 lernten beide den amerikanischen Erfinder des Projektes Alzpoetry Gary Glazner kennen, der sie in seinen Techniken schulte. Gemeinsam entwickelten Pauline Füg und Henrikje Stanze das Projekt für den deutschsprachigen Raum weiter. In Zusammenarbeit mit dem von Heiner Friedrich gegründeten Museum Dasmaximum entstand das Projekt Wort:Bilder, das das Projekt demenzPoesie mit Kunst verbindet. Im Corona-Lockdown entwickelte sie Konzepte für digitale Workshop- und Literaturformate. Aktuell beschäftigt sie sich zusammen mit Cendra Polsner und Dean Ruddock im Rahmen des Projektes „Literature in digital Spaces“ damit, wie Literatur im digitalen Raum weitergedacht werden kann.
Seit 2017 setzt sich verstärkt mit dem Thema Mental Health auseinander und gibt Coachings.

## Lehrtätigkeit
Für das Bundesministerium für Familie, Senioren, Frauen und Jugend entwickelte Füg zusammen mit ihrem Kollegen Tobias Heyel unter dem Motto „Toleranz stärken, Kompetenz fördern“ ein inklusives Workshopkonzept mit Themenschwerpunkt „Migration und interkulturelle Kompetenz“. In Kooperation mit dem Stellwerck-Verlag bietet sie an Schulen Poetry-Slam-Workshops zum Thema „Perspektivenwechsel – Flucht und Willkommenskultur“ an. Zudem gibt sie mit Henrikje Stanze Fortbildungen zum Thema demenzPoesie und führt regelmäßig Gruppentherapiesitzungen („Sessions“) in Pflegeeinrichtungen durch. Zudem leitet sie regelmäßig Kurse für Kreatives Schreiben an verschiedenen Bildungseinrichtungen.
Seit Herbst 2022 ist sie zudem Dozentin an der Faber-Castell-Akademie in Stein.

## Ehrungen und Auszeichnungen (Auswahl)
- 2006/2007: Finalistin bei den deutschsprachigen Meisterschaften im Poetry Slam
- 2010: Gewinnerin des Förderpreises der Literaturstiftung Bayern
- 2010: Gewinnerin der Bremer Netzresidenz (mit ihrem Projekt großraumdichten)[15]
- 2011: Kulturpreis Bayern
- 2015: Kulturförderpreis der Stadt Würzburg
- 2020: Arbeitsstipendium des Freistaates Bayern
- 2021: Anerkennungspreis der Akademie für gesprochenes Wort und PEN[16]
- 2023: Kulturpreis der Stadt Nürnberg

## Veröffentlichungen (Auswahl)
- Großraumdichten – An Grauzonen vorbei. (zusammen mit ihrem Elektro-Poesie-Projektes großraumdichten.) Sprechstation-Verlag. 2009. ISBN 3939055115
- Die Abschaffung des Ponys. (Lyrikband.) Stellwerck Verlag. 2011. ISBN 9783941949010
- Zauberspruch für Verwundete. (Graphic Novel.) Verlag Literaturquickie. 2013. ISBN 9783942212816
- Langsamer als die Dunkelheit. (Großraumdichten; Hörbuch.) Stellwerck Verlag. 2015. ISBN 9783941949041
- nach der illusion: Ein Lyrikzyklus in zwei Teilen. Lektora, 2022, ISBN 978-3-95461-200-0.